# Mamie Lincoln Isham
Mary Todd „Mamie“ Lincoln Isham (* 15. Oktober 1869 in Chicago, Illinois, USA als  Mary Todd Lincoln; † 21. November 1938 in New York City, New York, USA) war die Enkelin von Abraham Lincoln und die erste Tochter von Robert Todd Lincoln. Sie war zudem die Mutter von Lincoln Isham.

## Frühes Leben
Mamie wurde als Mary Todd Lincoln im Haus von Robert Lincoln in Chicago, Illinois, geboren. Ihre Eltern waren Mary Eunice Harlan und Robert Todd Lincoln. Als Kind wurde sie Little Mamie genannt und ihr Vater brachte sie oft mit, um ihre Großmutter Mary Todd Lincoln zu besuchen. Robert Lincoln soll Mamie als das „Lieblings-Enkelkind“ seiner Mutter bezeichnet haben. Während eines Besuchs schenkte Mary Lincoln ihrem Enkelkind zwei sehr kostbare Puppen.
Mamie und ihre Geschwister wurden als „fröhliche, natürliche und unkomplizierte Kinder beschrieben, die von den Menschen in der Stadt sehr gemocht wurden.“ Im Jahr 1886 nahmen Mamie und ihre Schwester Jessie an einer Sommersession der Iowa Wesleyan als Klavierschülerinnen teil.
Am 17. September 1884, einen Monat vor ihrem Geburtstag, trat Mamie dem Mount Pleasant Chapter A der P.E.O. Sisterhood bei. Mehr als 11 Jahre später, am 31. Dezember 1895, wurde ihre Schwester Jessie ebenfalls von derselben Organisation aufgenommen.

## Persönliches Leben
Mamie Lincoln engagierte sich in London und heiratete dann Charles Bradford Isham, den Sohn des Kaufmanns und Bankiers William Bradley Isham, am 2. September 1891. Zusammen erwarben sie ein Anwesen in Manchester, Vermont, das als das 1811 house bekannt ist. Im Jahr 1892 bekamen sie ihr einziges Kind in New York City:
- Lincoln Isham (* 1892; † 1971). Sie heiratete im August 1919 Leahalma Correa (* 1892; † 1960), die Tochter des Spaniers Carlos Correa und der Engländerin Mary Gooding. Das Paar hatte keine gemeinsamen Kinder.[4]

Mamie Lincoln lebte den Rest ihres Lebens in New York City, wo sie unter anderem in der 19 East 72nd Street wohnte und als Chorleiterin der Grace Church am Broadway fungierte. Nach dem Tod ihres Mannes am 9. Juni 1919 lebte sie weitere 19 Jahre als Witwe in New York City, bis sie 1938 schwer erkrankte. Am 21. November 1938 verstarb sie im Alter von 69 Jahren um 10:05 Uhr im NewYork-Presbyterian Hospital. Sie wurde auf dem Woodlawn Cemetery in der Bronx, New York City, beerdigt.
Als Isham starb, war sie im Besitz des Healy-Porträts von Lincoln, das ihr von ihrer Mutter vererbt worden war. Nach ihrem Tod wurde das Porträt der Sammlung des Weißen Hauses übergeben.